# Kyushu Railway Company
La Kyushu Railway Company (九州旅客鉄道株式会社?, Kyūshū Ryokaku Tetsudō Kabushiki-gaisha), spesso chiamata anche JR Kyūshū, è una compagnia ferroviaria giapponese facente parte del Japan Railways Group che opera sull'isola del Kyūshū in Giappone. La compagnia gestisce le linee tradizionali nonché la Kyūshū Shinkansen, la linea ad alta velocità che percorre l'isola. Inoltre sono sotto la sua amministrazione alcuni traghetti fra Fukuoka e Pusan, in Corea del Sud e diversi collegamenti in bus.
Quando le Ferrovie Nazionali Giapponesi furono divise, nel 1987, JR Kyushu era in deficit a causa della recessione dell'industria giapponese dell'acciaio, e questo la spinse ad aprire nuovi business con lo sviluppo commerciale delle sue stazioni. I quartieri generali dell'azienda si trovano ad Hakata-ku a Fukuoka.

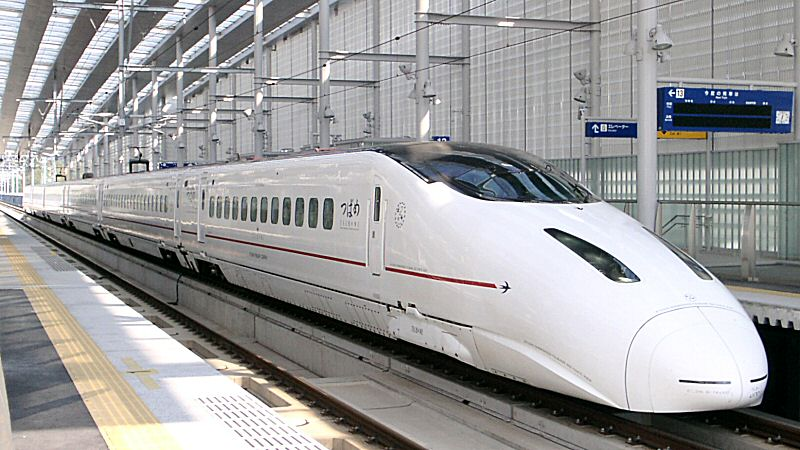
Kyūshū Shinkansen "Tsubame" (Hirundo rustica)

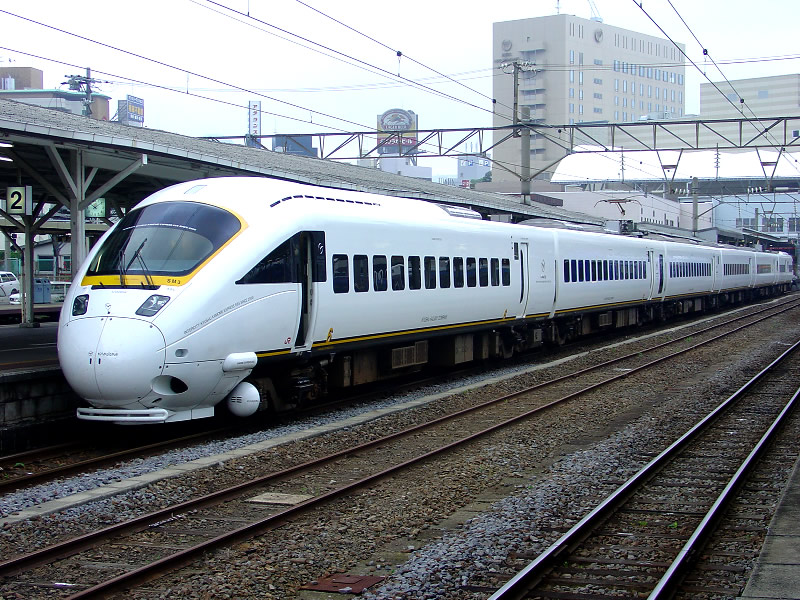
Serie 885 "Kamome" (Laridae)

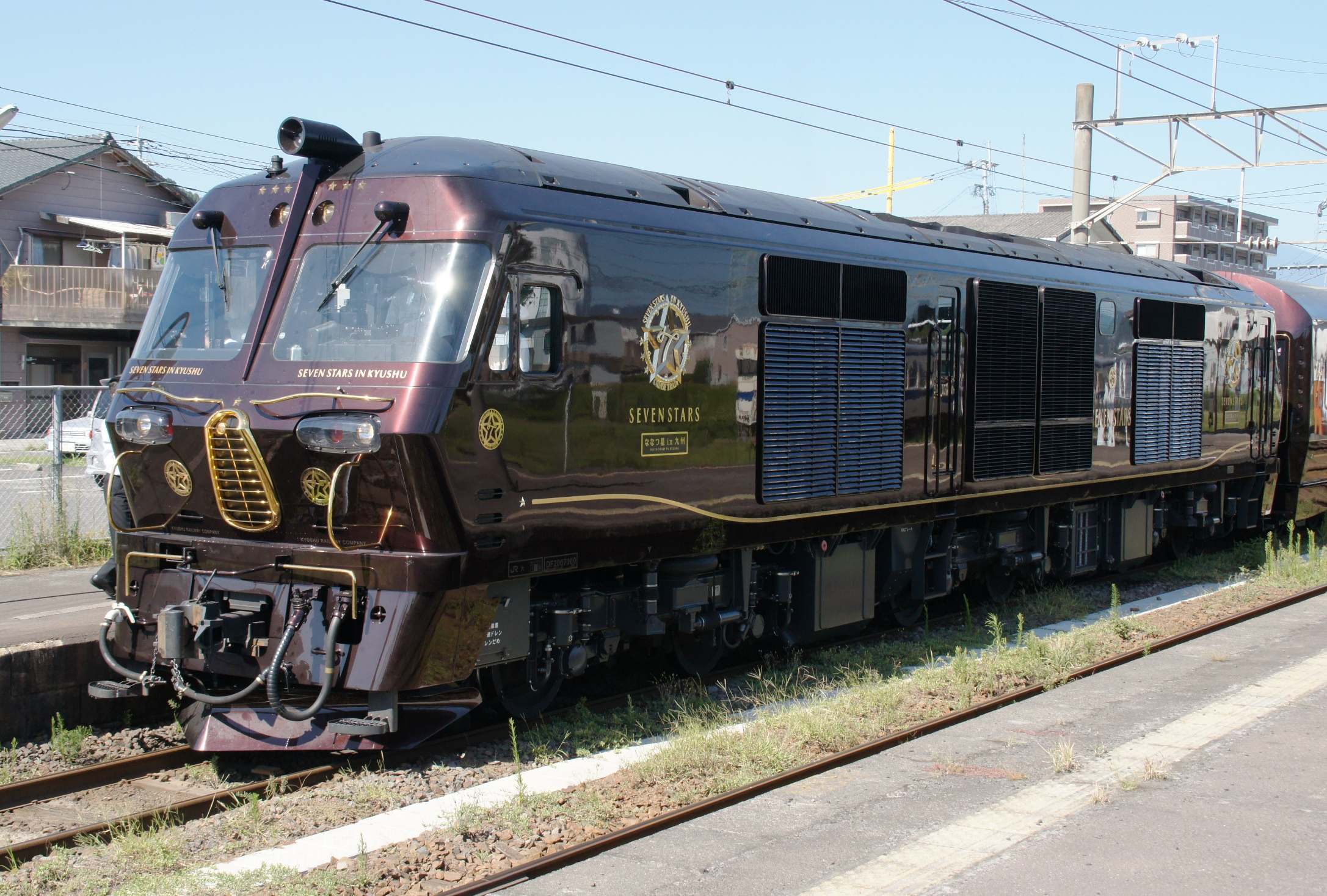
Nanatsuboshi in Kyūshū

## Linee

### Shinkansen
- Kyūshū Shinkansen (Kagoshima Route) (九州新幹線鹿児島ルート)

### Principali
- ■ Linea principale Kagoshima (鹿児島本線) (Mojikō-Yatsushiro e Sendai-Kagoshima)
- ■ Linea principale Nagasaki (長崎本線) (Tosu - Nagasaki)
- ■ Linea principale Kyūdai (久大本線) (Kurume - Ōita), soprannominata linea Yufu Kōgen (ゆふ高原線)
- ■ Linea principale Hōhi (豊肥本線) (Kumamoto - Ōita), soprannominata linea Aso Kōgen (阿蘇高原線)
- ■ Linea principale Nippō (日豊本線) (Kokura - Kagoshima)
- ■ Linea principale Chikuhō (筑豊本線) (Wakamatsu - Haruda), divisa in tre segmenti con differenti denominazioni, linea Haruda (原田線), linea Fukuhoku Yutaka (福北ゆたか線) e linea Wakamatsu (若松線）.

### Altre linee
- Linea Chikuhi (筑肥線)
- Linea Fukuhoku Yutaka (福北ゆたか線)
- Linea Gotōji (後藤寺線)
- Linea Hisatsu (肥薩線)
- Linea Hitahikosan (日田彦山線)
- Linea Ibusuki Makurazaki (指宿枕崎線)
- Linea Kashii (香椎線)
- Linea Karatsu (唐津線)
- Linea Kitto (吉都線)
- Linea Misumi (三角線)
- Linea Miyazaki Kūkō (宮崎空港線)
- Linea Nichinan (日南線)
- Linea Ōmura (大村線)
- Linea Sasaguri (篠栗線)
- Linea Sasebo (佐世保線)